# 真夜中のプール
「真夜中のプール」（まよなかのプール）は2004年8月25日に発売された斉藤和義25作目のシングル。

## 解説
前作から5ヶ月振りのシングル。斉藤のシングルでキャリア初となる、初回限定盤と通常盤の2形態で発売されることになった。初回限定盤はenhanced CD仕様で「真夜中のプール（ビデオクリップ）「オリオン通り（Live at なんばHatch）」2曲の映像が特典として含まれている。

## 収録曲
初回限定盤・通常盤共通
全曲　作詞・作曲・編曲：斉藤和義（特記以外）
1. 真夜中のプール（4:33）
2. 古いラジカセ（クロマチックハーモニカ Ver.）（4:28）
3. モンロー・ウォーク（3:20）
作詞：来生えつこ／作曲：南佳孝